# Quebradillas (Puerto Rico)
Quebradillas és un municipi de Puerto Rico situat a la costa nord de l'illa, també conegut amb els noms de La Guarida del Pirata, La Ciudad Pirata, La Ciudad del Cooperativismo i El Rincón de Guajataca. Confina al nord amb l'oceà Atlàntic; al sud amb el llac artificial Guajataca (San Sebastián); per l'est amb el municipi de Camuy i per l'oest amb el riu Guajataca (Isabela).
El municipi està dividit en 8 barris: Cacao, Charcas, Cocos, Guajataca, Quebradillas Pueblo, San Antonio, San José i Terranova.